# Manfred Schurti
Manfred Schurti, né le 24 décembre 1941 à Lustenau, est un pilote automobile du Liechtenstein, en compétitions essentiellement sur circuits pour voitures de sport.

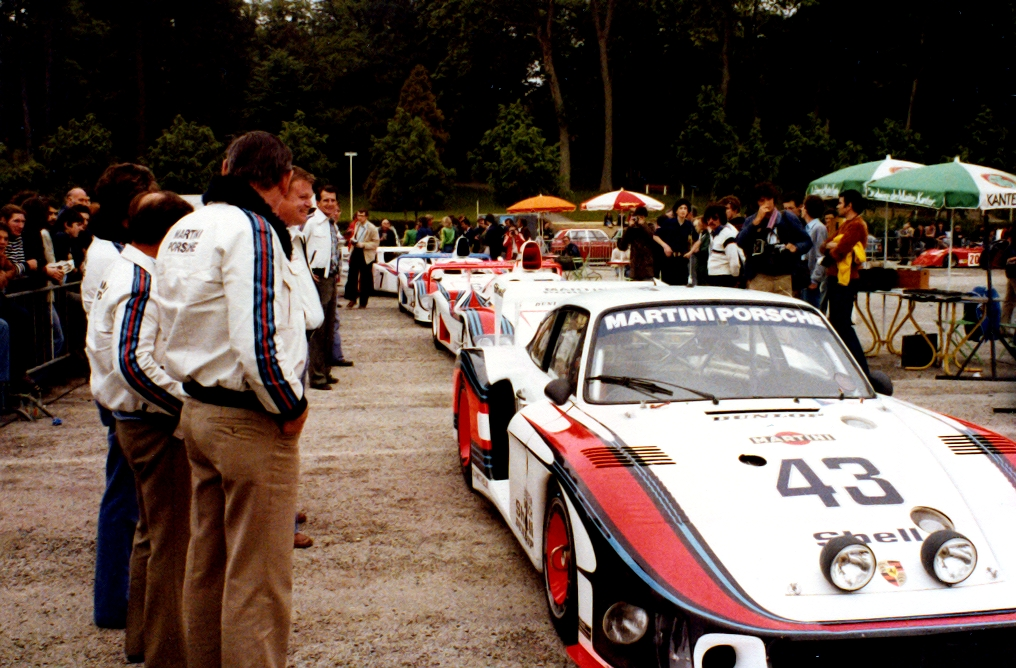
24H du Mans 1978 - La Porsche 935 No 43 de Schurti / Stommelen précède l'armada des Porsche d'usine

## Biographie
Sa carrière en sports mécaniques débute en 1967 pour s'orienter d'emblée vers la Formule V. et se termine quinze années plus tard en 1982 lors des 24 Heures du Mans sur Porsche 924 Carrera GTR (avec les américains Bedard et Miller).
Après avoir régulièrement conduit des monoplaces en côte, SV et Formule 2, il se tourne définitivement vers les seuls touring et endurance au milieu des années 1970, notamment en DRM (trois victoires pour ses participations au championnat entre 1977 et 1980) et en Championnat BMW M1 Procar en 1980 (une victoire).
Il participe à dix reprises aux 24 Heures du Mans entre 1974 et 1982, dont quatre pour le Martini Racing team, trois autres pour Gelo, et deux sur des Porsche officielles. Il se classe quatre fois dans les dix premiers (quatrième et vainqueur du Groupe 5 sur Porsche 935 en 1976 avec Rolf Stommelen, cinquième et vainqueur de catégorie GTS sur Porsche 911 Carrera RSR en 1975 avec John Fitzpatrick, sixième en 1980 avec Jürgen Barth et huitième en 1978 avec Stommelen).

## Palmarès

### Titres
- Formule Super V Coupe d'or (le championnat d'Europe) en 1972 sur Royale RP9 (trophée Castrol);
- Formule Super V GTX (le championnat allemand) en 1972 sur Royale RP9 (trophée Castrol);

### Victoires
- Course de côte de Gurnigel en 1974, sur Chevron B21;
- 1 000 kilomètres de Brands Hatch en 1974 catégorie Grand Tourisme, avec John Fitzpatrick et Toine Hezemans sur Porsche 911 Carrera RSR ;
- 1 000 kilomètres de Mugello en 1975 catégorie Grand Tourisme, avec John Fitzpatrick et Toine Hezemans sur Porsche 911 Carrera RSR ;
- 6 Heures de Watkins Glen en 1976 avec Rolf Stommelen, sur Porsche 935 ;
- Zolder (DRM) en 1977 et 1978, sur Porsche 935 ;
- 6 Heures de Mugello en 1977 avec Rolf Stommelen puis 1979 avec John Fitzpatrick et Bob Wollek, sur Porsche 935 ;
- 200 milles de Nuremberg en 1977, sur Porsche 935 (au Norisring) ;
- Norisring (DRM) en 1978, sur Porsche 935 ;
- 1 000 kilomètres du Nürburgring en 1979 avec John Fitzpatrick et Bob Wollek, sur Porsche 935 ;
- Avusrennen BMW Procar en 1980, sur BMW M1 ;
  - 2e des 6 Heures de Brands Hatch en 1977 avec Edgar Dören, sur Porsche 935 ;
  - 2e des 24 Heures de Daytona en 1978 avec Dick Barbour et Gene Rutherford sur Porsche 935 ;
  - 2e des 1 000 kilomètres du Nürburgring en 1978 avec Jacky Ickx sur Porsche 935 ;
  - 2e des 6 Heures de Watkins Glen en 1978 avec Rolf Stommelen et Dick Barbour sur Porsche 935 ;
  - 2e des 6 Heures de Mugello en 1979 avec Jacky Ickx et Bob Wollek sur Porsche 935 ;
  - 2e des 6 Heures de Dijon en 1979 avec Jacky Ickx et Bob Wollek sur Porsche 935.

## Distinctions
- Élu Sportif de l'année au Liechtenstein en 1972.
- BP Racing Trophy en 1976 (le piston doré de la presse spécialisée suisse)[1].